# برایتنبرون (اتریش)
برایتنبرون (به آلمانی: Breitenbrunn) یک منطقهٔ مسکونی در اتریش است که در ناحیه آیزنشتات-اومگه‌بونگ واقع شده‌است. برایتنبرون ۱٬۹۱۰ نفر جمعیت دارد.